# Nisqually River
Der Nisqually River (nɪskwɑːli) ist ein 130 km langer Fluss im Westen des US-Bundesstaates Washington.
Er entwässert einen Teil der Kaskadenkette südwestlich von Tacoma, einschließlich der Südflanke des Mount Rainier und mündet in den Nisqually Reach des Puget Sounds.

## Lauf
Der Fluss hat seinen Ursprung im Süden des Mount Rainier National Parks und wird vom Nisqually Glacier an der Südseite des Mount Rainier gespeist. Er fließt in westlicher Richtung entlang der Grenze zwischen Pierce County und Lewis County und dann in nordwestlicher Richtung durch die Ausläufer der Berge, wobei er die Grenze zwischen Pierce County und Thurston County bildet. Auf den letzten 16 km seines Laufes durchquert er die Nisqually Indian Reservation und mündet etwa 24 km ostnordöstlich von Olympia in einen Seitenarm des Puget Sounds.
Zum Zwecke der Energiegewinnung durch Wasserkraft wird der Fluss durch die 1945 fertiggestellten Talsperren Alder und LaGrande gestaut.

## Geschichte
Der Nisqually River befindet sich im traditionellen Siedlungsgebiet der Nisqually, die am südlichen Puget Sound siedelten. Der Vertrag von Medicine Creek, einer der wichtigsten Verträge, der zwischen dem Washington-Gebiet und der amerikanischen Urbevölkerung des Gebietes um den Puget Sound abgeschlossen wurde, ist in der Nähe eines Creeks unterzeichnet worden, der in der Nähe des Flussdeltas liegt. Nach der Unterzeichnung des Vertrages mussten die Nisqually den Fluss und den größten Teil seiner Umgebung verlassen und siedelten in einem Reservat am Puget Sound östlich von Olympia. Nachdem der Stamm einige Zeit Widerstand geleistet hatte, unter anderem durch ihren Häuptling Chief Leschi wurde ein neues Reservat am Fluss gegründet. Dieses hatte etwa die dreifache Größe des ursprünglichen.
1917 besetzte die US Army das Reservat und nötigte die Bewohner am Bau von Fort Lewis zu arbeiten.
Während der 1960er und 1970er Jahre übten die Nisqually ihre Fischfangrechte am Fluss aus, die ihnen der Vertrag vom Medicine Creek zugestand, aber ignoriert wurden. Angehörige des Stammes und solche der Puyallup wurden schikaniert und bestraft, wenn sie in ihren traditionellen Stammesgewässern fischten. Dies führt schließlich 1974 zur sogenannten Boldt-Entscheidung, mit der allen Indianerstämmen in Washington das Recht auf die Hälfte des Fischbestands innerhalb ihrer angestammten Fischgründe zugestand.

## Hydrographie
Der United States Geological Survey betreibt am Fluss mehrere Pegel. Das Einzugsgebiet des Flusses an seinem untersten Pegel, 35 km oberhalb der Mündung, umfasst etwa 1338 km². Die mittlere jährliche Abflussmenge beruht auf Messungen im Zeitraum 1948–1968 und 1978–2006 und beträgt 36,5 m³/s. Der höchste dort beobachtete Wert waren rund 1400 m³/s am 8. oder 9. Februar 1996 und beruht auf Schätzungen der Pegelstände weiter oben, die niedrigste Abflussmenge von etwa einem halben Kubikmeter pro Sekunde wurde am 10. und 11. September 1965 sowie am 31. August 1966 gemessen.
Allerdings wird etwa 7 km oberhalb dieses Pegels ein Teil des Flusswassers über den Centralia Canal abgeleitet. Am Pegel La Grande, etwa 34 km weiter flussaufwärts gelegen, beträgt die durchschnittliche Abflussmenge 41 m³/s, die höchste Abflussmenge war 1120 m³/s am 8. Februar 1996, kein Abfluss wurde aufgrund der Aufstauung zu verschiedenen Zeiten beobachtet.

## Zuflüsse
- Muck Creek
- Yelm Creek
- Tanwax Creek
- Ohop Creek
- Mashel River
- Little Nisqually River
- East Creek
- Mineral Creek
- Big Creek

## Städte und Dörfer am Fluss
- Yelm
- McKenna
- Elbe
- Ashford